# چرزول راله
چرزول راله (به ایتالیایی: Ceresole Reale) یک کومونه در ایتالیا است که در استان تورین واقع شده‌است.

## خصوصیات
چرزول راله ۱۰۰٫۰ کیلومترمربع مساحت و ۱۶۴ نفر جمعیت دارد و ۱٬۶۲۰ متر بالاتر از سطح دریا واقع شده‌است.